# Трети конгрес на Македонската патриотична организация
Третият конгрес на Македонските политически организации (МПО) се провежда от 31 август до 4 септември 1924 година във Форт Уейн, Индиана, САЩ. Гост на събитието е Йордан Чкатров, представител на Националния комитет на Съюза на македонските емигрантски организации. Той е избран за секретар на МПО, а за президент на организацията е определен Пандил Шанев. Формирана е съюзна канцелария в Индианаполис, която да създава постоянна връзка между местните организации и централното ръководство. Централният комитет излиза с декларация, която подкрепя идеята за „Независима Македония“ като бъдеще стъпка за федерализиране на Балканите. В ръководството на ЦК на МПО влизат Пандил Шанев (председател), Таше Попчев (касиер) и Йордан Чкатров (секретар). Гел Сърбинов е подпредседател, а Лабро Киселинчев – съветник.